# Matteo Ferchio
Matija Ferkić, in latino Matthaeus Ferchius, in italiano Matteo Ferchio o Ferchi (Veglia, 1583 – Padova, 8 settembre 1669), è stato un francescano, filosofo e teologo italiano, di impronta scotista, attivo in Italia nel primo Seicento.

## Biografia

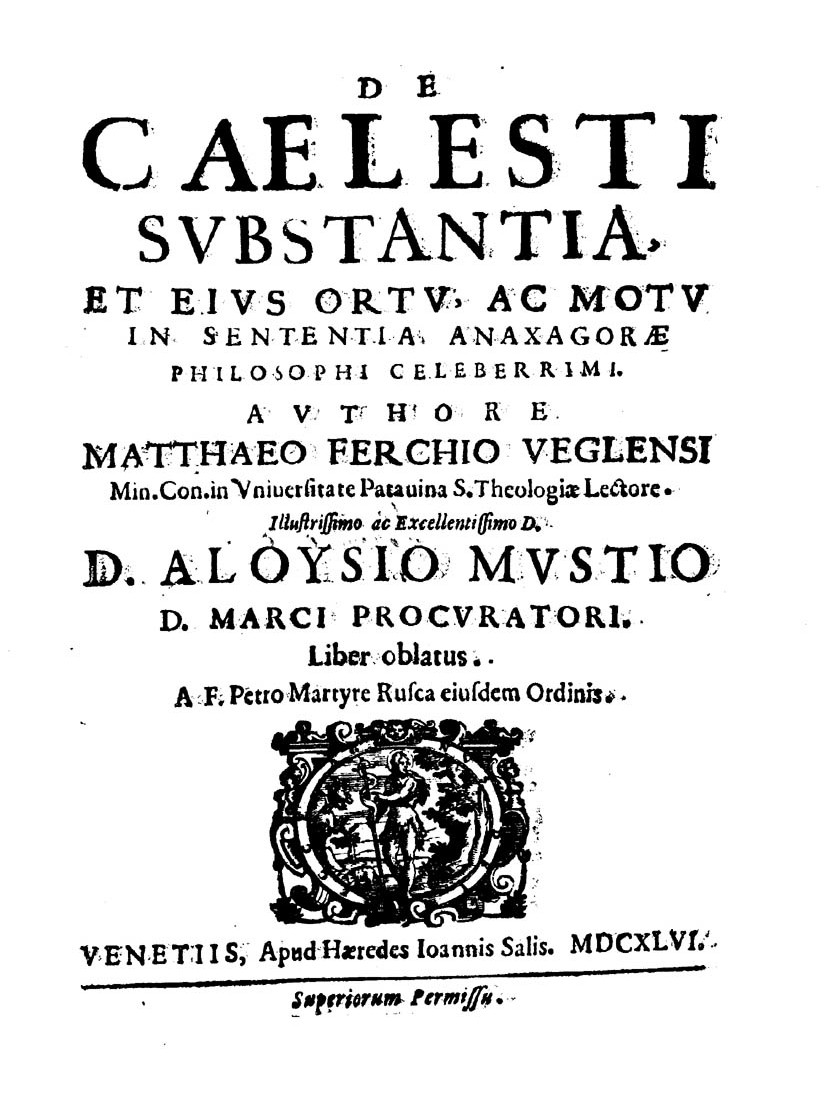
De caelesti substantia et eius ortu ac motu in sententia Anaxagorae philosophi celeberrimi, 1646

Nativo dell'isola di Veglia, all'epoca dominio della Repubblica di Venezia, Matteo Ferchio entrò in convento nel 1591 e fece la sua professione religiosa nel 1599 come Frate minore conventuale.
Entrò nel prestigioso Collegio San Bonaventura a Roma nel 1608, dove conseguì il dottorato nel 1611. Fu reggente dello Studium di Rimini (1611-1617), poi presso il convento di Santa Maria Gloriosa dei Frari a Venezia (1617). Lo stesso anno, il Ministro generale Giacomo Montanari da Bagnacavallo lo prese con sé quale compagno di viaggio a nord delle Alpi. Nel 1618 fu eletto Ministro provinciale della Borgogna, ma continuò a viaggiare con il Ministro generale, lasciando un commissario a Digione. Partecipò alla ricognizione del corpo di Duns Scoto il 6 gennaio 1619.
Successivamente divenne Reggente dello Studium di Bologna (1620-1623). Maestro dell'ordine (1623-1625), egli partecipò attivamente alla stesura di nuove Costituzioni, venendo infine chiamato nel 1629 come professore di metafisica in via Scoti presso l'Università degli Studi di Padova, come successore di Ottaviano Strambiati di Ravenna. Nel 1631 fu promosso alla cattedra di teologia della medesima università, succedendo a Filippo Faber.
Rimase a Padova fino alla sua morte, avvenuta l'8 settembre 1669, insegnando teologia fino al 1665. Figura influente e di grande prestigio, si distinse in una dura polemica con Bartolomeo Mastri e Bonaventura Belluto, suoi confratelli, circa l'interpretazione di alcuni punti della dottrina di Duns Scoto.
Il De caelesti substantia et eius ortu ac motu in sententia Anaxagorae, philosophi celeberrimi, edito a Venezia nel 1646, rappresenta «un tentativo originale di superamento di alcune difficoltà epistemologiche, sempre più evidenti e gravi, inerenti al mondo della «naturalis philosophia» aristotelica, mediante il ricorso alle dottrine fisico-astronomiche e all'autorità dei presocratici, nel caso nostro di Anassagora. [...] Tale aggiramento alle spalle della cosmologia aristotelico-tolemaica consentirà al Ferchio, pur rimanendo all'interno della visione biblica dell'immobilità della terra, l'accoglimento di una tesi fondamentale della nuova fisica, cioè la materialità e corruttibilità dei cieli i quali, pertanto, essendo non altro che un oceano immenso di fuoco, più denso negli astri e raro negli spazi interastrali, vengono omologati con gli altri elementi del mondo sublunare, l'aria, l'acqua, la terra, tutti egualmente oggetto di creazione e di provvidenza governatrice da parte dell'intelletto unico trascendente (il nous anassagoreo), secondo la più genuina dogmatica cattolica del de Deo creante: verità, queste, sovente messe in discussione o apertamente negate dalle interpretazioni paganeggianti di Aristotele, attribuenti ai cieli i caratteri della divinità stessa.»
Negando l'incorruttibilità dei cieli, che sono creati e materiali (centri di fuoco irradianti luce e calore) come tutti gli altri corpi sublunari Ferchio «ammetteva che molte scoperte della nuova scienza sperimentale, come la mutabilità e le macchie solari, che intorbidavano la filosofia peripatetica, erano accoglibili.»
Il suo monumento funebre si trova nella Basilica di Sant'Antonio di Padova, nei pressi della cappella di santa Rosa da Lima.

## Opere
- Aduentus episcopalis illustrissimi, et reuerendissimi d.d. archiepiscopi Lucae Stellae Veneti ad episcopatum Patauinum. Celebratus nomine sacri collegij theologorum Patauinae Vniuersitatis, a Matthaeo Ferchio Vglensi min. con. theologo publico, & collega, typis Ioannis Baptistae Pasquati, Patauii 1639.
- (LA) Matija Ferkić, Apologiae pro Ioanne Duns Scoto doctore substili libri tres. In Ioannem Fridericum Matenesium. In Abrahamum Bzouium Polonum. In Paulum Iouium Nouocomensem authore Matthaeo Ferchio Veglense..., Bononiae, typis Sebastani Bonomij, 1620. URL consultato l'11 aprile 2020.
- De angelis ad mentem sancti Bonauenturae tomus primus authore Matthaeo Veglense, min. con. ... Additio item De creatione scripturali cum ss. Augustino, & Bonauentura..., typis Pasquati, Patauii 1658.
- (LA) Matija Ferkić, De caelesti substantia et eius ortu ac motu in sententia Anaxagorae philosophi celeberrimi, Venetiis, Giovanni Salis, 1646. URL consultato il 14 giugno 2015.
- De fabulis palaestini stagni ad aures Aristotelis peripateticorum principis. Authore Matthaeo Ferchio Veglensi... typis Io. Baptistae Pasquati, Patauii 1641.
- De personis producentibus Spiritum Sanctum. A Matthaeo Ferchio Veglensi Min. Con. Theologo in Vniuersitate Patauina..., apud Iulium Criuellarium typographum Cameralem, Patauii [dopo il 1644].
- Epitome theologica Matthaei Ferchii Veglensis min. con. theologi Patauini..., typis Io. Baptistae Pasquati, Patauii 1647.
- Istri seu Danubii ortus aliorumque fluminum ab Aristotele in primo Meteoro inductorum. Accessit. Lacus Asphaltitis confirmatio. Authore Matthaeo ferchio Veglensi Min. Con. in Vniuersitate Patauina theologo publico, ex typographia Bartholomaei Carectoni, Patauii 1632.
- Obseruationes Matthaei Veglensis Min. Con. theologi publici in Vniuersitate Patauina. Super Epistola prima Libri de septimo-quaesitis, quae est De creatione Filij Dei ad intra..., apud haeredes Ioannis Salis, Venetijs 1652.
- Oratio in Ioannem Dunsium Scotum doctorem subtilem declamata in Vniuersitate Patauina die tertia Nouembris 1634. A Matthaeo Veglense Min. Con. theologo publico..., apud iulium Criuellarium impress. cameralem, Patauii. - rist. in: Il Santo 33 (1993) 1-2, pp. 121–141.
- Orationes metaphysica, et theologica declamatae in celeberrimo gymnasio Patauino a Matthaeo Ferchio Veglensi min. con... Ad illustrissimum,... D. Baptistam Nanium, apud Gasparem Criuellarium typographum cameralem, Patauii.
- Vestigationes peripateticae Matthaei Ferchij Veglensis Min. Conu. in Vniuersitate Patauina theologi..., ex typographia Pauli Frambotti, Patauii 1639.
- Vita f. Ioannis Dunsii Scoti franciscani doctoris subtilis. Authore Matthaeo Ferchio..., typis Nicolai Tebaldini, Bononiae 1622.
- Vita Ioannis Dunsij Scoti Franciscani Doctoris Subtilis. Et Apologiae pro eodem. Authore Mattheo Ferchio..., ex typographia Io. Dominici Roncalioli, Bononiae 1629.